# Scilla hyacinthoides
Scilla hyacinthoides is een bolgewas uit de aspergefamilie (Asparagaceae). De 80 cm hoge plant komt van nature voor in het Midden-Oosten, waar de soort groeit op rotsige, droge plaatsen, langs wegen.
De plant bloeit van maart tot mei met 1–2 cm brede, paars-blauwe bloemen.
De plant heeft aan de basis acht tot twaalf langwerpige bladeren, die 1,5–3 cm breed zijn.
S. autumnalis · 
S. bifolia (vroege sterhyacint) · 
S. hyacinthoides · 
S. lilio-hyacinthus · 
S. litardierei · 
S. ×massartiana (basterdhyacint) · 
S. mischtschenkoana (streephyacint) · 
S. peruviana ·
S. sardensis (kleine sneeuwroem)
S. siberica (oosterse sterhyacint) · 
S. forbesii (grote sneeuwroem)